# حزب التحرير (إندونيسيا)
حزب التحرير إندونيسيا هي منظمة سياسية إسلامية إندونيسية، وهي فرع من حزب التحرير. يتولى قيادة الحزب إسماعيل يوسانتو، ويدعو الحزب إلى الخلافة الإسلامية في جميع أنحاء العالم وتطبيق الشريعة. شعار الحزب: حان الوقت للخلافة لحكم العالم.

## التوجهات السياسية
- يدعم حزب التحرير إندونيسيا لتطبيق الشريعة والدعوة إلى خلافة إسلامية جامعة.
- يعارض الحزب الاحتلال الإسرائيلي لفلسطين.
- ويعارض الحزب هيمنة الولايات المتحدة الأمريكية على العالم.